# قلعة فريدون (فارس)
قلعة فريدون (بالفارسية: قلعه فريدون)) هي قرية إيرانية تقع في قسم لامرد الريفي في الناحية المركزية في مقاطعة لامرد، محافظة فارس، إيران.